# たけしの万物創世紀
たけしの万物創世紀（たけしのばんぶつそうせいき）は、1995年10月17日から2001年3月20日まで、テレビ朝日系列で放送されていた科学情報ドキュメンタリー。朝日放送（ABC）とイーストの共同制作。放送時間は、毎週火曜20:00 - 20:54（JST）。ただし、2000年4月から同年9月は19:54 - 20:48。
毎回ある一つのモノ、特に科学・物理学系の話題を中心に、ドキュメント映像とキャスター・ビートたけしの独特な解説で番組を進行した。番組制作にはソニーも関わっており、番組サイトは朝日放送上ではなくSo-net上にあった。また、初期のエンディングテーマは、かつて存在したソニー・ミュージック傘下のレーベル会社のダブル・オーレコードからのリリースだった。

## 番組スタイルの変遷
最初期にはオープニングタイトルの前に、たけしがテーマに絡めた小咄をしてテーマを視聴者に伝えるイントロのミニコーナーが放送された。
初期の頃は、たけしがパネラーの質問に行き詰まったり新たに疑問が湧いたりしたとき「隣の家が火事になった」などと言い訳をしつつ、別室に戻るCGキャラクターの下目黒権之助（しもめぐろ・ごんのすけ）博士に聞きにいっていた。後にパネラーがスタジオで直接下目黒博士に質問する形となった。
また、下目黒博士の声はボイスチェンジャー（ピッチシフター）で変調され、素性が分からないようになっていた。話す際の口調が毎回違うことから、テーマごとに監修を担当した大学教授などの専門家が話していたと推測される。
後期は、進行と解説をCGキャラクター・レオナルド源内が担当し、また、視聴者からの質問に答える企画を導入した。レオナルド源内の正体はそのまんま東である。これはキャスターのたけしも知らされておらず、最終回でそれが発表された時は驚いており、「気の利いたコメントを言える先生だと感心したこともあった」とコメントした。
2000年頃から視聴率が低迷したため、2001年3月に番組は最終回を迎えた。後番組として「たけし・所のWA風がきた!」が放送された。

## 開始までの裏話
企画段階では、『所さんの万物創世紀』のタイトルで、所ジョージが司会を務める予定で、たけしはコメンテーターという位置付けになっていた。実際に、当時のTVガイド誌面にも1995年5月の段階で、「所ジョージ司会のABC制作の情報番組が始まる」と掲載されていた。するとこの番組のオファーを受けたたけしが、ABC側に「司会をやらせてほしい」と伝えた。ABC側はたけしの申し出はありがたかったが、所の司会が決定している手前、非常に困惑したという。そこで、たけしサイドと所サイドが話し合いの場を持ち、「所は既に『所さんの目がテン!』（日本テレビ）で科学番組の司会をしている」などと交渉した結果、所サイドも納得したけしの司会が決まったという。所へは、司会を担当するにあたりスケジュール調整をしていたため、スペシャルパネラーという形で出演をしてほしいとたけしサイドも要請し、所サイドも了承したという。こうして番組は、『たけしの万物創世紀』として放送が開始された。
その後1998年3月31日には『たけし・所の万物創世紀・特別編〜タイタニック号悲劇の真実〜』として、たけし・所によるダブル司会が実現した。また、2000年11月4日、5日の『土曜ワイド劇場』『日曜洋画劇場』枠でABC創立50周年スペシャルとして『たけし&所のサイエンスアドベンチャー 遥かなる人類への旅』を放送した。

## 出演

### 司会
- ビートたけし[2]
- 東国原英夫（当時・そのまんま東、1999年 - 2001年・CGキャラクター「レオナルド源内」の声）

### レギュラー出演者
- 所ジョージ（初回からほぼ隔週レギュラー出演）
- 生島ヒロシ（1995年10月 - 1996年3月）
- 富田靖子（1995年10月 - 1996年3月）
- 永作博美（1996年4月 - 1996年9月）
- 鈴木紗理奈（1996年10月 - 1997年10月／別のレギュラー番組が真裏に移行したため降板）
- 中山エミリ（1997年10月 - 1999年12月）
- 藤原竜也（2000年1月 - 2001年3月）

### ナレーション
- 高田祐司（初回 - 1999年、最終回）
- 山崎優、伊藤美紀（2000年 - 2001年）

## 本番組の企画からのデビュー
本番組にて癒し声の女性のオーディションを行い、選ばれた長野恭子が2000年8月23日にソニー・ミュージックからCD「ワタシノママデ」を出した。これは、「イルカが会話に使用する超音波が人体によい」、といった企画を取り上げて声（歌声）に超音波を含む人間の歌を募集した。選考基準はあくまで超音波であり、上手い下手ではなかった。つまり、ここで言う「癒し」とは、超音波によるものである。曲のほうも、過去のヒット曲を科学的に分析した「ヒットの要素」を含めるように田中花乃が作詞、パッパラー河合が作曲した。

## スタッフ
- 構成：関秀章、倉本美津留 ／ 伊藤忠司、大辻民樹、武田浩 ほか
- 音楽：筒美京平（初期〜中期、最終回）、金沢信葉（初期エンディング）
- ＣＧ：ケネックジャパン
- 技術：島方春樹、岡本隆嗣【週替わり】
- カメラ：川崎昭
- 照明：佐藤浩栄
- 音声：竹山裕隆
- ＶＥ：權田博、平田壮之介【週替わり】
- ＶＴＲ：山本米勝、橋本公男【週替わり】
- 選曲・音響効果：小堀博孝・尾形香（メディアハウス 尾形は途中から加入）
- 美術制作：本田邦宏
- セットデザイン：瀬下有紀子、山本修身
- 美術進行：堀部信行
- アクリル装飾：橋本順
- メイク：山田かつら
- バーチャルパペット：トライコムアーツ
- キャラクターデザイン：雨宮尚子
- 編集：福永義昭、村上明 ほか
- MA：小林治 → 小田崇
- 広報：矢澤克之（ABC）、相馬洋（ABC）
- ディレクター：善本真也、洪龍吉、宗片浩寿、玉井昭彦、大下広、河合優、村山学、河合希絵、宮原氣、木村通利（以上「イースト」）、上嶋岳男・国澤恵介・芦田政和・柳瀬由紀子（以上「JUMP」）ほか【週替わり】
- 演出：上川伸廣（初回から1999年6月「『うなぎ』の回まで」）／ 善本真也（1996年から最終回まで）、河合優（1999年6月「『うなぎ』の回より」から2000年頃まで）、中山高嘉（2000年頃から最終回まで）
（全てイースト）
- プロデューサー：今村俊昭（ABC）、石原康男（ABC）、森本茂樹（ABC）、梅本満（イースト）、松本直規（JUMP）
- チーフプロデューサー：岡野均（ABC）、山村啓介（ABC）、山本三四郎
- 協力：ABCリブラ
- 技術協力：ビデオスタッフ、東新、インターナショナルクリエイティブ、McRAY、メディアハウス、CORE、スパイラルビジョン、マイシャ、イメージランド
- 美術協力：フジアール
- 収録スタジオ：渋谷ビデオスタジオ
- 企画協力：オフィス北野
- 制作協力：JUMP（担当回のみ表記）
- 制作：ABC、イースト

## ネット局
| 放送対象地域   | 放送局           | 系列           | ネット形態 | 備考               |
| -------------- | ---------------- | -------------- | ---------- | ------------------ |
| 近畿広域圏     | 朝日放送         | テレビ朝日系列 | 制作局     | 現：朝日放送テレビ |
| 関東広域圏     | テレビ朝日       | テレビ朝日系列 | 同時ネット |                    |
| 北海道         | 北海道テレビ     | テレビ朝日系列 | 同時ネット |                    |
| 青森県         | 青森朝日放送     | テレビ朝日系列 | 同時ネット |                    |
| 岩手県         | 岩手朝日テレビ   | テレビ朝日系列 | 同時ネット | 1996年10月開局から |
| 宮城県         | 東日本放送       | テレビ朝日系列 | 同時ネット |                    |
| 秋田県         | 秋田朝日放送     | テレビ朝日系列 | 同時ネット |                    |
| 山形県         | 山形テレビ       | テレビ朝日系列 | 同時ネット |                    |
| 福島県         | 福島放送         | テレビ朝日系列 | 同時ネット |                    |
| 新潟県         | 新潟テレビ21     | テレビ朝日系列 | 同時ネット |                    |
| 長野県         | 長野朝日放送     | テレビ朝日系列 | 同時ネット |                    |
| 静岡県         | 静岡朝日テレビ   | テレビ朝日系列 | 同時ネット |                    |
| 富山県         | 富山テレビ       | フジテレビ系列 | 遅れネット |                    |
| 石川県         | 北陸朝日放送     | テレビ朝日系列 | 遅れネット |                    |
| 中京広域圏     | 名古屋テレビ     | テレビ朝日系列 | 遅れネット |                    |
| 広島県         | 広島ホームテレビ | テレビ朝日系列 | 遅れネット |                    |
| 山口県         | 山口朝日放送     | テレビ朝日系列 | 遅れネット |                    |
| 香川県・岡山県 | 瀬戸内海放送     | テレビ朝日系列 | 遅れネット |                    |
| 愛媛県         | 愛媛朝日テレビ   | テレビ朝日系列 | 遅れネット |                    |
| 高知県         | 高知放送         | 日本テレビ系列 | 遅れネット |                    |
| 福岡県         | 九州朝日放送     | テレビ朝日系列 | 同時ネット |                    |
| 長崎県         | 長崎文化放送     | テレビ朝日系列 | 同時ネット |                    |
| 熊本県         | 熊本朝日放送     | テレビ朝日系列 | 同時ネット |                    |
| 大分県         | 大分朝日放送     | テレビ朝日系列 | 同時ネット |                    |
| 鹿児島県       | 鹿児島放送       | テレビ朝日系列 | 同時ネット |                    |
| 沖縄県         | 琉球朝日放送     | テレビ朝日系列 | 同時ネット |                    |

## テーマ曲
- OP「万物創世紀のテーマ」 筒美京平（作曲）近藤嘉宏（ピアノ）
最終回のエンディング曲にも使われた。
- ED1「Touch My Heart -宇宙の子供達-」金沢信葉
- ED2「最後の「アンチェインドメロディ」」沢田芽乃
- ED3「流れ星の約束」サリル・マッコイズ
- ED4「Love&More....」鈴木蘭々
- ED5「ALONE」SPEA
- ED6「空の鏡」松たか子
- ED7「Don't stay」No'where
- ED?「微熱」我那覇美奈
- ED?「愛する」馬場俊英
- ED?「僕達のラプソディ」吉田拓郎
- ED?「Thank You Girl」工藤健司
- ED?「Starting All Over Again」SHŌGUN
- ED?「ゼロからのライフ」工藤健司
- ED?「この道の遥か向こうには」BAJI-R

## 書籍
- たけしの万物創世紀 （幻冬舎、1998年4月） ISBN 978-4-87728-229-5
- たけしの万物創世紀 いのちの誕生 （幻冬舎、1999年5月） ISBN 978-4-87728-299-8